# Cinzas (telenovela)
Cinzas é uma telenovela portuguesa, transmitida na RTP1 entre 14 de Setembro de 1992 e 9 de Abril de 1993, às 19 horas. É da autoria de Francisco Nicholson. Foi a primeira «Telenovela das Sete» da RTP exibida neste horário, sendo substituída por A Banqueira do Povo. Foi dirigida pelo director brasileiro Régis Cardoso.

## Sinopse
A família Veiga vivia na paz dos anjo,s protegida por Todos os Santos - o nome da herdade que possui no Ribatejo -, quando o Pinhal de S. Torcato arde fazendo sair do meio das Cinzas, no rescaldo do incêndio, inesperadamente, um esqueleto. Soltam-se assim todos os esqueletos do armário de segredos que se julgavam esquecidos pelo passado. Rui Veiga (Armando Cortez), o dono da propriedade fica em estado de choque. A família, com interesses nos sectores das pescas, precisa como que de pão para a boca de milhões para manter activos os barcos para evitar irem ao fundo na guerra da CEE, mas a descoberta de um misterioso cadáver ameaça roer-lhe os financiamentos e desnudar-lhe o passado até aos ossos...  Rui Veiga, homem na casa dos 70 anos, viúvo, possui uma das mais sólidas fortunas deste país, assenta numa rara sagacidade e capacidade de adaptação a todas as transformações sociais, permitindo-lhe estar sempre de bem com Deus e com o Demónio. Os seus múltiplos interesses espalham-se por várias regiões, apoiado, em Lisboa pelo seu filho mais velho, Carlos (André Gago), que assegura a gestão das suas empresas de pesca e transitários, a Veimar S.A., enquanto para as suas propriedades rurais conta com o entusiasmo do seu filho mais novo, Pedro (Ricardo Carriço), engenheiro agrónomo recém-licenciado, cavaleiro tauromáquico a caminho do primeiro plano. Porém, a sua filha Matilde (Maria João Luís) causa-lhe grandes preocupações, pelas contínuas e imprevistas alterações de humor causadas pela sua neurose depressiva, situação agravada por um casamento infeliz e turbulento, com Jaime Abreu (Júlio César), filho de um pequeno industrial de província, ex-estudante de Coimbra, viciado no jogo, boémio,  mulherengo e encostado à fortuna do sogro, na expectativa da herança da mulher. Nas suas vindas a Lisboa, Rui Veiga mantinha uma ligação com Mariana Antunes (Helena Isabel), ex-recepcionista no hotel em que ele se hospedava, e dela nasceu um filho, Jorge Antunes (Alexandre Veiga), cuja educação e subsistência o pai sempre apoiou, eficaz mas discretamente. Como é óbvio, estas e todas as outras relações e implicações à volta da figura de Rui Veiga são fios de uma teia que se irá enredando ao longo da história em que tudo vai arder e ser transformado em cinzas. Bem de perto, Amílcar Santos (António Montez), homem boçal e com contas por saldar com Rui Veiga, cuja história é conhecida pela sua esposa, Odete Santos (Manuela Maria), vê uma oportunidade de ouro para concretizar a vingança: o amor da filha Anabela (Helena Laureano) por Carlos, situação que cheira a esturro... Não esquecendo a familiar de Rui Veiga, a Senhora Dona Maria Antónia (Mariana Rey Monteiro), prima de Rui Veiga residida na Austrália que vem de regresso a Portugal, a quem Rui Veiga vem pedir ajuda financeira por causa da Veimar, devido às aldrabices e crimes que se vão sucedendo durante o desenrolar da telenovela, chamando Laura (Magda Cardoso) e o seu filho John (João Grosso) para investigar a segurança do investimento na empresa. Afonso, mais conhecido por SECURAS (Nicolau Breyner), é dono de uma tasca e tem bons amigos, cuja maioria trabalha na casa de Rui Veiga: a Ana Botica (Anna Paula), o seu marido Joaquim Botica (Morais e Castro), o seu filho Luís Botica (Fernando Mendes), cuidador de cavalos de Pedro e seu fidelíssimo amigo, que tem uma paixoneta pela criada de Rui Veiga, a Amélia (Rosa do Canto), cuja paixoneta vem complicar a vida dos dois, o Cabo Ramalho (Camacho Costa) e o agente Tadeu Dias (José Raposo). João Eduardo Amaral, mais conhecido por João Ribatejano (Rui Mendes), proprietário de um restaurante, tem a sua esposa, a Alice Amaral (Márcia Breia), e uma filha, a Sofia Amaral (Julie Sergeant), que se vem a apaixonar por Pedro, mas encontra um obstáculo, a jornalista da RTP, Marta Ferraz (Sofia Sá da Bandeira). A descoberta do passado de SECURAS, a morte de Severino e Romão (Rui Luís), e os crimes feitos por Silvestre Sequeira (Eduardo Viana), a mando de Amílcar, vêm complicar as coisas!

## Final
Descobre-se a verdade, João Eduardo Amaral é cunhado de Rui Veiga, que falsificou o testamento de seu pai para ficar com a Veimar, o Pinhal de São Torcato e a Herdade de Todos-os-Santos. As cartas que o seu pai escreveu a João Eduardo não chegavam ao seu destino, em África, quando este estava na Guerra do Ultramar, fazendo acreditar a Raimundo Amaral (Luís Santos) que João Eduardo tinha morrido. A única que sabia a verdade era a mãe de Matilde. Jaime é preso pelas aldrabices feitas na Veimar, e na cadeia confessa a Matilde que sabia que ela tinha pegado fogo ao Pinhal de São Torcato, encontrando o seu anel no meio das cinzas, mas não disse nada e assumiu a própria culpa por amor a ela. SECURAS tinha morto Romão por este ter morto Severino mas nunca se veio a saber. A Veimar é desfalcada por Carlos, pois este tinha de pagar uma grande dívida e fugiu para o Brasil para não ser apanhado. Pedro é baleado, por engano, pelos cobradores de Carlos e fica quase à beira da morte, mas com a sua coragem e determinação, consegue curar-se. Rui apresentou queixa mas por imposição de Anabela e Maria Antónia foi obrigado a retirá-la. Ana, quando sabe que Amélia está grávida de Luís, provoca o despedimento da criada de Rui Veiga. Descobre-se que Jorge é filho bastardo do Rui, e este vem a saber de tal no dia do falecimento de Rui, e que Luís é filho de Ana e bastardo de Rui, e por isso Joaquim nunca se separou de Ana. Odete reencontra SECURAS e liberta-o de uma jura que ele fez em África, para Amílcar nunca ir para a cadeia por denúncia, coisa que ele já tinha feito antes. Amílcar reencontra-o e tenta matá-lo, mas Afonso é salvo pelo Choné, pelo Cabo Ramalho e pelo Tadeu. Assim, Odete depois de tanto sofrimento decide separar-se de Amílcar e este começa a viver com a sua secretária Milú (Ana Bastos) e com uma contratada de Odete, a Kika (Rita Loureiro) que afinal é polícia enviada para apanhar Amílcar. Luís casa-se com a criada Amélia e o guarda Agente Tadeu Dias casa-se também no mesmo dia. Ana enlouquece e fica ao pé de Rui durante o seu falecimento, recusando se a ir ao casamento do filho, e separando-se para sempre de Joaquim. Assim, Rui não consegue aguentar a falência da Veimar e morre nos braços de Ana. SECURAS reencontra Maria Antónia depois de tanto tempo de afastamento por causa dela ter ido para a Austrália e ter abandonado Afonso. Este decide não ficar com ela e nunca a perdoa por ela o ter abandonado.
UM ANO DEPOIS... já tudo está esquecido! Pedro casa-se com Marta e vivem felizes. Para salvar a vida da Veimar, John, sabendo que com a morte de Rui não adiantaria mais hesitações, compra o Pinhal de São Torcato e a Herdade de Todos-os-Santos e o dinheiro vai directamente para os cofres da Veimar. Carlos continua a chefiar a empresa mas fica sózinho e mulherengo com a secretária Mariana e esquece Anabela que casa-se com John, depois de Carlos a ter traído com Cátia (Alexandra Pimentel). SECURAS fica sózinho, entregando a chefia da tasca a Choné (Carlos Gonçalves), à Tia Gracinda (Cremilda Gil), ao Luís e à sua esposa, Amélia, que já é mãe, e vai vagueando por aí... Assim termina a história de Rui Veiga, um homem que queria ser dono do mundo e morre com o seu mundo a esvair-se em CINZAS...

## Elenco
- Alexandre Veiga - Jorge Antunes Veiga
- André Gago[2] - Carlos Amaral Veiga
- Ana Bastos - Milú
- Anna Paula (†) - Ana Botica
- António Montez[2] (†) - Amílcar Santos
- Armando Cortez[2] - Rui Veiga
- Camacho Costa (†) - Cabo António Ramalho
- Carlos Vieira de Almeida - Agente Campos
- Catarina Matos - Etelvina
- Cremilda Gil (†) - Gracinda
- Eduardo Viana - Sequeira
- Fernando Ferrão - Agente Avelar
- Fernando Mendes[6][7] - Luís Botica
- Filipe Dias[2] - Toninho (António Santos)
- Helena Isabel[2] - Mariana Antunes
- Helena Laureano - Anabela Santos
- Jorge Sequerra (†) - Celso
- José Raposo - Cabo Tadeu Dias
- Julie Sergeant[2] - Sofia Amaral
- Júlio César[2] - Jaime Abreu
- Ladislau Ferreira - Padre Rovisco
- Mafalda Drummond - Nônô (Leonor)
- Manuela Maria[2] - Odete Santos
- Márcia Breia[2] - Alice Amaral
- Maria João Luís[2] - Matilde Amaral Veiga/Ester Amaral Veiga
- Mariana Rey Monteiro (†) - Maria Antónia Amaral
- Morais e Castro (†) - Joaquim Botica
- Nicolau Breyner (†) - Securas (Afonso)
- Ricardo Carriço[2][8][9][10] - Pedro Amaral Veiga
- Rosa Alexandra - Luísa
- Rosa do Canto - Amélia
- Rui Luís[2] (†) - Ti Romão
- Rui Mendes - Eduardo Amaral
- Sofia Nicholson - Adelina
- Sofia Sá da Bandeira[11] - Marta Ferraz
- Toscano Vieira - Inácio

## Elenco Secundário
- João Grosso - John Edward
- António Aldeia - Cabo E. Campos
- Carlos Gonçalves (†) - Choné
- Benjamim Falcão - Capitão Tomás
- Isabel-Victoria da Motta - Eugénia
- José Eduardo - Psiquiatra
- Rita Loureiro - Kika
- Anabela - Susana
- Rosa Areia - Albertina
- Manuel Wiborg - Tó
- Carlos Macedo - Lindo
- Alexandra Pimentel - Kátia
- Carlos Zel (†) - Miguel
- Manuel Arouca - Hélder
- Magda Cardoso - Laura
- Gabriel Leite - Adalberto
- Maria João Bastos - Maria João
- Luís Lucas - Calheiros
- Luís Esparteiro - Capitão Eurico Marques

## Elenco adicional
- Alberto Marques - Alberto (cliente regular da Tasca)
- Alda Pinto (†) - Tia Maria
- Amílcar Botica (†) - Chefe de redacção da RTP
- António Rui Ribeiro - Neto de Inácio
- Artur Ramos (†) - Dr. Boaventura
- Carla Lupi (†) - Enfermeira (quando Alice é atropelada e internada)
- Carlos Areia - Ajudante de Rui Veiga
- Carlos Aurélio - Agente Amorim
- Carlos Dias - Comandante dos Bombeiros
- Cristina Areia - Enfermeira
- Elisabete Piecho - Jornalista
- Filipa Trigo - Convidada da festa em casa dos Veiga (ultimo episódio)
- Francisco Nicholson (†) - Reboredo (advogado de Jaime)
- Gil Vilhena - Amigo de João que frequenta a tasca
- Henrique Pinho - Sereno (ex-sócio de Amílcar)
- Hermínia Tojal (†) - Lúcia
- João Arouca - Banqueiro que nega o empréstimo a Rui e Carlos
- João Loy - Ribeiro (colega de Capitão Eurico)
- João Veiga - Cerdeira
- Joaquim Nicolau - Agente Louro
- Jorge Silva - Advogado de Carlos
- José Gomes (†) - Major
- Luís Alberto - Inspector Duarte Saavedra
- Luís Pavão - Médico de Pedro
- Luís Santos - Raimundo Amaral
- Maria da Paz - Habitante de São Torcato
- Mila Ferreira - Amante de Jaime
- Pedro Efe - Militar da marinha
- Rosa Guerra - Fadista
- Rui Fernandes - Médico que examina Joaquim
- Teresa Côrte-Real - Maria Adelaide
- Vítor Norte - Donato